# Garfield – Eine extra Portion Abenteuer
Garfield – Eine extra Portion Abenteuer (Originaltitel: The Garfield Movie / Schweizer Titel: Garfield – De Film) ist eine computeranimierte Filmkomödie von Mark Dindal aus dem Jahr 2024, die auf der Comicfigur Garfield basiert. Der Film ist der erste rein computeranimierte Film rund um Garfield. Der Film wird von Columbia Pictures, Alcon Entertainment, Prime Focus und DNEG Animation produziert und von Sony Pictures Releasing vertrieben. Paul A. Kaplan, Mark Torgove und David Reynolds schrieben das Drehbuch, während  John Cohen, Broderick Johnson, Andrew A. Kosove, Steven P. Wegner, Craig Sost und Namit Malhotra die Produzenten sind. In Amerika erschien der Film am 24. Mai 2024, in Deutschland bereits am 9. Mai.

## Handlung
Der Film beginnt damit, dass Garfield als Kätzchen von seinem Vater Vic ausgesetzt wird In einem Restaurant trifft Garfield auf Jon, der ihn daraufhin adoptiert. 
Garfields Leben ist derart perfekt. Eines Nachts werden Garfield und Odie von den zwei Hunden Ottel und Trottel (im Original: Nolan und Roland) entführt. Durch Zufall trifft Garfield auf seinen Vater Vic, worüber Garfield wenig zufrieden ist. Danach treffen die drei auf Jinx, eine Perserkatze, die einmal zu Vics Gang gehörte. Jinx befiehlt daraufhin Garfield, Vic und Odie, bei einer Farm etliche Flaschen Milch zu stehlen, und zwar bei derselben Farm, wo Jinx einst verhaftet wurde.
Bei der Farm angekommen, treffen die drei auf Otto, einen älteren Stier. Dieser erklärt ihnen, wie man die Milch stiehlt. Dafür gibt er ihnen Eicheln, die wie Kopfhörer funktionieren. Währenddessen ruft Jinx bei der Farm an, wo kurze Zeit später Garfield und Odie von Marge Malone verhaftet werden. 
Im Tierfänger-Auto treffen Garfield und Odie auf Vics Gang, die ihnen erzählte, dass sie einst bei derselben Farm Milch stehlen wollten. Im Tierheim werden Garfield und Odie von Jon abgeholt, woraufhin Garfield sich freut, wieder zu Hause zu sein.
Schnell entdeckt Garfield einen Baum mit Kerben. Kurze Zeit später ziehen Odie und Garfield wieder los, um Vic zu retten. Vic ist in einem Zug bei Jinx, die ihn gefangen hält. Garfield kämpft gegen Jinx, während immer mehr Pizza-Drohnen eintreffen. 
Am Ende bekommt Otto seine Freundin zurück, während Jinx Sozialarbeiten aufgebrummt werden. Später schmeißt Garfield eine Party und Jon adoptiert Vic.

## Synchronisation
Es existieren zwei deutsche Synchronfassungen, eine standarddeutsche und eine schweizerdeutsche. Die standarddeutsche Synchronfassung entstand bei Iyuno Germany in Berlin. Elisabeth von Molo schrieb das Dialogbuch und führte Regie. Für die Schweizer Synchronfassung schrieben Ruedi Ruch und Tom von Arx die Dialoge.
| Rolle        | Sprecher (Englisch) | Synchronsprecher (Standarddeutsch) | Synchronsprecher (Schweizerdeutsch) |
| ------------ | ------------------- | ---------------------------------- | ----------------------------------- |
| Garfield     | Chris Pratt         | Hape Kerkeling                     | Gabriel Vetter                      |
| Vic          | Samuel L. Jackson   | Engelbert von Nordhausen           | Andrea Zogg                         |
| Jinx         | Hannah Waddingham   | Anke Engelke                       | Fabienne Hadorn                     |
| Otto         | Ving Rhames         | Douglas Welbat                     | Ruedi Ruch                          |
| Jon Arbuckle | Nicholas Hoult      | Nicolás Artajo                     | Tom von Arx                         |
| Marge Malone | Cecily Strong       | Cathlen Gawlich                    | Anikó Donáth                        |
| Odie         | Harvey Guillén      | Harvey Guillén                     | Harvey Guillén                      |
| Roland       | Brett Goldstein     | Thomas Wenke                       | Philippe Graff                      |
| Nolan        | Bowen Yang          | Christian Gaul                     | Fabian Unteregger                   |
| Snickers     | Angus Cloud         | Aurel Mertz                        |                                     |
| Olivia       | Janelle James       | Anissa Baddour                     |                                     |

## Produktion
Im Mai 2016, sieben Jahre nach Ablauf der Garfield Lizenz von 20th Century Fox mit Paws, Inc., wurde bekannt gegeben, dass Alcon Entertainment nach einem Drehbuch von Mark Dindal einen weiteren Film und den ersten CGI-Garfield- Film mit John Cohen, Steven P. Wegner, Torgove und Paul A. Kaplan entwickeln wird.
Mark Dindal wurde im November 2018 als Regisseur bekannt gegeben, die Vorproduktion begann im darauffolgenden Monat. Im August 2019 erwarb ViacomCBS die meisten Rechte an Garfield, sodass der Status des Films zu diesem Zeitpunkt ungewiss war. Im Dezember 2020 bestätigte Dindal jedoch, dass der Film noch in Produktion sei.
Im November 2021 wurde bekannt gegeben, dass Chris Pratt die Rolle des Garfield sprechen wird. Die Animation stammt von DNEG Animation, während Sony Pictures die weltweiten Vertriebsrechte für den Film unter seinem Label Columbia Pictures haben wird, mit Ausnahme von China. Es wurde außerdem bekannt gegeben, dass David Reynolds das Drehbuch schreiben wird.
Im Mai 2022 wurde berichtet, dass Samuel L. Jackson als Garfields Vater Vic in den Film involviert wurde. Im August 2022 wurden Ving Rhames, Nicholas Hoult, Hannah Waddingham und Cecily Strong zur Besetzung hinzugefügt, Brett Goldstein und Bowen Yang im November des gleichen Jahres.

## Rezeption
Niklas Michels schrieb in seiner Kritik für Kino-Zeit, der Film würde lediglich popkulturell-bekannte Catchphrases aus dem Garfield-Universum aneinanderreihen, wobei diese zu „leeren Verweisen“ werden. Die tatsächlich guten Momente des Films seien alle unabhängig von dem orangen Kater. Daraus zieht er das Fazit: „'Garfield – Eine extra Portion Abenteuer' ist kein schlechter Film, doch er wäre paradoxerweise ein besserer ohne seine Garfield-Verpackung“.
Das Lexikon des internationalen Films resümiert: „Eine überwiegend geglückte Mischung aus Abenteuer, Spaß und Gefühl, die von waghalsigen Aktionen und extravaganten Nebenfiguren profitiert.“